# Joan Geòmetra
Joan Geòmetra o Joan el Geòmetra (Joannes Geometer, Ιωάννου Γεωμέτρης), o Joan Prototrò (Joannes Protothronus Ιωάννου Πρωτόθρονος) fou un escriptor grec romà d'Orient d'època incerta probablement entre els segles ix i XI. Macari Crisocèfal (Macarius Chrysocephalus) que va viure al segle xiii o XIV, l'esmenta, cosa que suggereix que realment podria ser posterior.
Va escriure: 
- 1. Epigramma in S. Crucem.
- 2. Metaphrasis Canticorum S. Scripturae, or Odaruw s. Canticorum Ecclesiae Metaphrasis. Una paràfrasi en versos iàmbics sobre alguns cants litúrgics.
- 3.  Ὕμνοι δ᾽ εἰς τὴν ὑπεραγίαν Θεοτόκον, Hymni quatuor Elegyiaci in S. Virginem. Amb un Corollarium o epíleg breu, en vers iàmbic. En aquests himnes cada dístic començava amb la paraula Χαῖρε Khaire, alegra-t), i de vegades s'anomenen Χαιρετισμοὶ.
- 4. Ιωάννου Ἐπιγράμματα τετράδτιχα ἠθικὰ ὧν ἡ ἐπιγραφὴ Παράδειδος, Paradisus Tetrastichorum Moralium et Piorum. Aquests poemes tenen 99 versos cada un.

Altres obres seves, sermons i poemes, es conserven en manuscrit.